# (400058) 2006 SK76
(400058) 2006 SK76 es un asteroide perteneciente al cinturón de asteroides, descubierto el 19 de septiembre de 2006 por el equipo del Spacewatch desde el Observatorio Nacional de Kitt Peak, Arizona, Estados Unidos.

## Designación y nombre
Designado provisionalmente como 2006 SK76.

## Características orbitales
2006 SK76 está situado a una distancia media del Sol de 2,591 ua, pudiendo alejarse hasta 3,210 ua y acercarse hasta 1,973 ua. Su excentricidad es 0,238 y la inclinación orbital 2,144 grados. Emplea 1524,17 días en completar una órbita alrededor del Sol.

## Características físicas
La magnitud absoluta de 2006 SK76 es 17,5. Tiene 1,442 km de diámetro y su albedo se estima en 0,093.